# Salifou Sylla

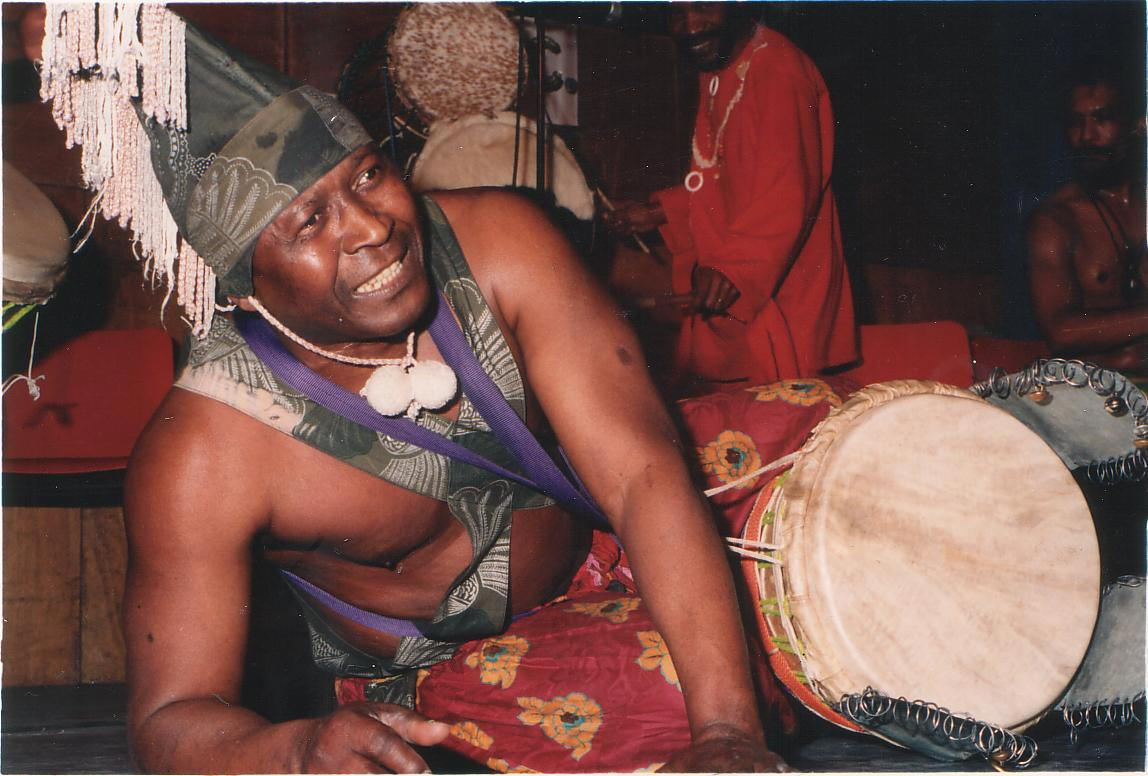
Salifou Sylla

Salifou Sylla (Guinee, 18 oktober 1939 – Antwerpen, 14 mei 2011) was een Guinees musicus.

## Biografie
Sylla bespeelde de djembé. Hij beroerde het, over zijn djembé gespannen, geitenleer met zijn beide handen op verschillende plekken. Het was alsof zijn instrument gutturale geluiden produceert. Salifou Sylla werd in zijn geboorteland grootmeester ("grand‑maître") genoemd, een eretitel die niet sloeg op zijn schaakvaardigheden maar op zijn muzikale kwaliteiten.
De grote groep percussionisten waarmee Sylla vroeger dikwijls optrad, heette Africa Wali de Guinee. Sylla trad op met Harry Belafonte, met wie hij goed bevriend was, en U2, onder meer voor Unicef. Ook speelde de Guineeër in Cannes tijdens een prestigieus wereldmuziekfestival en heeft hij tien keer opgetreden in Paradiso in Amsterdam.
Sylla kwam in 1986 naar Nederland en woonde tot 10 augustus 2008 in Arnhem. Daarna is hij, met vrouw en kinderen, verhuisd naar België, Antwerpen.
Sylla was de oprichter van djembé-groep Talasa. Talasa is het Guineese woord voor "vrede en gelijkheid". Hij gaf hen wekelijks percussielessen en trad met zijn leerlingen regelmatig op in een los-vast groepsverband. Op 15 juli 2008 is hij daarmee gestopt en heeft hij het stokje overgedragen aan een andere leraar.
Salifou Sylla is op 14 mei 2011 onverwacht overleden. Zijn lichaam is in week 20 van 2011 overgevlogen naar zijn thuisland Guinee waar hij in het bijzijn van zijn halfbroer Mohammed is begraven.
Salifou was net op 8 april opnieuw vader geworden van zijn 4de kindje.